# Егиранд ет Гардедеј
Егиранд ет Гардедеј (фр. Eygurande-et-Gardedeuil) насеље је и општина у југозападној Француској у региону Аквитанија, у департману Дордоња која припада префектури Периже.
По подацима из 2011. године у општини је живело 384 становника, а густина насељености је износила 10,78 становника/km². Општина се простире на површини од 35,62 km². Налази се на средњој надморској висини од 105 метара (максималној 115 m, а минималној 28 m).

## Демографија
| 1962. | 1968. | 1975. | 1982. | 1990. | 1999. | 2011. |
| ----- | ----- | ----- | ----- | ----- | ----- | ----- |
| 362   | 423   | 365   | 310   | 300   | 296   | 384   |

График промене броја становника у току последњих година